# Хора (Патмос)
Хо́ра (греч. Χώρα) или Па́тмос (Πάτμος) — главный город на острове Патмос в северной части архипелага Южные Спорады (Додеканес) в Эгейском море. Расположен на высоком холме в 3 км к югу от порта Скала. Население 541 человек по переписи 2011 года.

## История

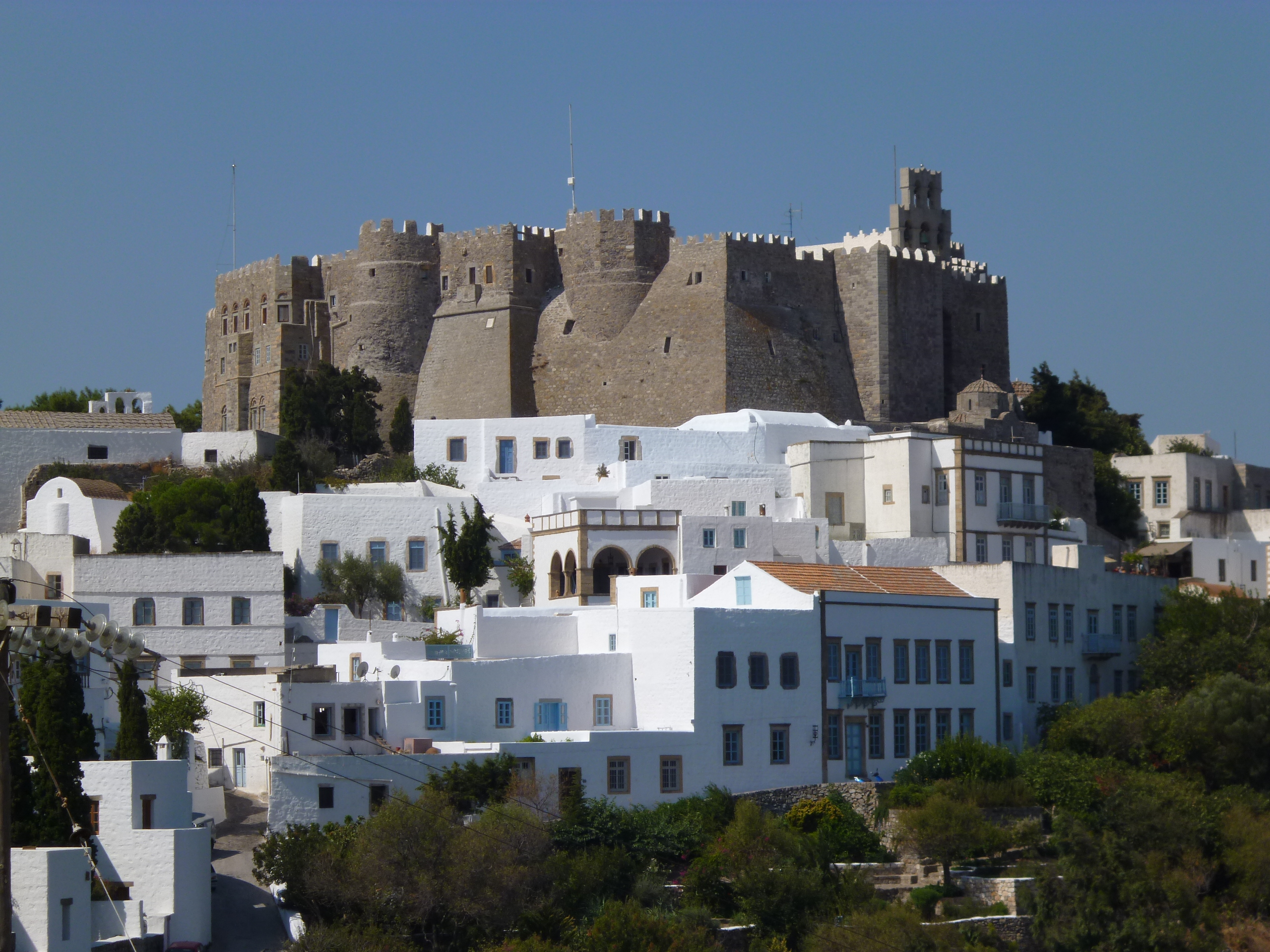
Монастырь Иоанна Богослова в Хоре

Поселение возникло в XII веке вокруг монастыря Иоанна Богослова. Монастырь основан преподобным Христодулом, построен в конце XI — XII веке на месте руин храма Артемиды и раннехристианской базилики IV века и укреплён в духе родосской крепости в XVII веке.

## Архитектура
В городе насчитывается 51 церковь XV—XIX вв. Дома XVI—XVIII вв. выкрашены в белый цвет. Главной архитектурной доминатой является монастырь Иоанна Богослова. В западной части города находятся женские монастыри — Живоносного Источника (Μονή Ζωοδόχου Πηγής) и Айос-Айон (Святая Святых, Μονή Άγια των Αγίων). К юго-западу от Хоры находится женский монастырь Благовещения Богородицы (Μονή Ευαγγελισμού της Θεοτόκου).
Между городами Скала и Хора находится Пещера Апокалипсиса.
Хора с монастырём Иоанна Богослова и Пещерой Апокалипсиса включена в список всемирного наследия и являются центрами паломничества.

## Население
| Год  | Население, человек |
| ---- | ------------------ |
| 1991 | 751                |
| 2001 | 646                |
| 2011 | ↗ 541              |